# Ghalym Äschimow
Ghalym Äbichanuly Äschimow (kasachisch Ғалым Әбиханұлы Әшімов, russisch Галым Абиханович Ашимов Galym Abichanowitsch Aschimow; * 24. August 1968 in Karaschal, Kasachische SSR) ist ein kasachischer Politiker.

## Leben
Ghalym Äschimow wurde 1968 in Qaraschal geboren. Er schloss 1999 die Universität Schesqasghan mit einem Abschluss in Wirtschaftswissenschaften ab.
Von 1987 bis 1989 leistete er seinen Wehrdienst in der sowjetischen Armee. In den folgenden zwei Jahren arbeitete er für das Bergbau- und Verarbeitungsunternehmen Schairemski. Ab 1991 engagierte er sich auch politisch, indem er das Komitee des Komsomol, der kommunistischen Jugendorganisation der KPdSU, in dem Betrieb leitete. Zudem stieg er in leitende Positionen des Unternehmens auf. In den Jahren 2000 und 2001 war er Bürgermeister der Stadt Schäirem im Gebiet Qaraghandy. Anschließend war er bis 2005 beim Unternehmen Orken beschäftigt und danach nochmals bei Schairemski. Hier war er Leiter der Abteilung für Logistik sowie Assistent des Präsidenten der Firma. Zwischen 2010 und 2013 war Äschimow Äkim (Bürgermeister) seiner Heimatstadt Qaraschal. Am 19. März 2013 wurde er zum Leiter der Verwaltungsbehörden des Gebietes Qaraghandy ernannt. Später bekleidete er zudem die Position des stellvertretenden Äkim (Gouverneur) des Gebietes Qaraghandy und war Leiter des regionalen Ministeriums für Industrie und innovative Entwicklung des Gebietes Qaraghandy. Am 7. August 2015 wurde er zum Äkim der Stadt Temirtau ernannt.